# ジェイソン・ジェームズ・リクター
ジェイソン・ジェームズ・リクター（Jason James Richter, 1980年1月29日 - ）は、アメリカ合衆国の俳優、声優、ミュージシャン。

## 来歴
1980年にオレゴン州のメドフォード生まれ。父親がアメリカ海軍で働いていたため、ジェイソンが3歳の時に一家はハワイへ移住。10歳の頃に日本のキャスティング会社の目に留まり、日本企業のCMへ出演したことでキャリアをスタート。後に一家はロサンゼルスへ移り、俳優としての活動を開始する。1993年に4000人の候補の中から選ばれて少年とシャチの友情を描いた『フリー・ウィリー』の主役に抜擢された。翌年には同映画への出演においてMTVムービー・アワード ブレイクスルー演技賞にもノミネート。ヤング・アーティスト・アワードで若手部門の最優秀主演男優賞も受賞している。同作品はシリーズ化され、第3作まで製作され、リクター自身も3本全てに出演している。彼のキャリアの中では翌年1994年に公開された人気シリーズ第三作目の『ネバーエンディング・ストーリー3』の主役バスチアン役も知られている。映画以外ではマイケル・ジャクソンの『スクリーム/チャイルドフード』のミュージック・ビデオにもカメオ出演を果たした。
現在は俳優以外にミュージシャンとしても活動しており、2004年にバンド「Blue Roots」を結成するも1年で脱退し、2006年に別のバンド「Fermata」へ参加し、ベースを担当した。現在は脚本の分野でも活動するほか、徐々に俳優の活動も再開している。

## 出演作品

### 映画
- フリー・ウィリー Free Willy (1993)
- コップス&ロバーソン Cops and Robbersons (1993)
- ネバーエンディング・ストーリー3 The Neverending Story III (1994)
- フリー・ウィリー2 Free Willy 2: The Adventure Home (1995)
- フリー・ウィリー3 Free Willy 3: The Rescue (1997)
- The Setting Son (1997)
- レーザーホーク Laserhawk (1997)
- Ricochet River (2001)
- TEKKEN -鉄拳- Tekken (2010)
- Life's a Pitch (2014) ※テレビ映画
- Vicious ヴィシャス/殺し屋はストリッパー Vicious (2015)
- プリズン・ランペイジ Last Rampage (2017)
- リトル・シングス The Little Things (2021)

### テレビドラマ
- The Client (1996)
- サブリナ Sabrina, the Teenage Witch (1997)
- BONES Bones (2009)
- クリミナル・マインド 特命捜査班レッドセル Criminal Minds: Suspect Behavior (2011)

### テレビアニメ
- ラグラッツ Rugrats (1997)

### ミュージック・ビデオ
- スクリーム/チャイルドフード Childhood (1995) ※カメオ出演